# Acroppia antillensis
Acroppia antillensis är en kvalsterart som beskrevs av Sandór Mahunka 1985. Acroppia antillensis ingår i släktet Acroppia och familjen Oppiidae. Inga underarter finns listade i Catalogue of Life.